# 張鹵
張鹵（1523年—1598年），字召和，號滸東，河南開封府儀封縣人，明朝政治人物。

## 生平
嘉靖二十二年（1543年）癸卯科河南鄉試第三十八名舉人，三十八年（1559年）己未科三甲進士。授直隸婺源縣知縣，同年十一月祖母孔氏去世丁憂。起補山西高平縣知縣，四十四年十一月以政绩拜礼科给事中。明穆宗登基，疏请“勤视朝、莅经筵、广顾问、兴新政”，得到采纳。隆慶四年（1570年）升太常寺少卿、提督四夷館。五年（1571年）二月升提督謄黃右通政，五月乞假歸省。八月遷南京都察院右僉都御史、提督操江兼管巡江，六年（1572年）八月改任浙江巡撫，未赴任，十月丁母憂歸。
萬曆六年（1578年）七月起復都察院右僉都御史、巡撫保定等府兼提督紫荊關，升右副都御史，八年（1580年）九月升大理寺卿。因忤張居正、馮保之意，九年（1581年）二月以考察被調為南京太常寺卿，五月又被南京試御史徐金星論劾，令回籍聽用，之後即乞求退休。二十六年（1598年）卒。

## 作品
作品有詩六卷、文八卷（《張滸東集》十四卷），初次刻版於天啟五年，為其子張永忠及門人王安仁所訂定，初版年久已毀，此本為其後人重新出版。
另有《嘉隆疏鈔》二十卷。

## 家族
曾祖张纶，教谕，贈中大夫行太僕寺卿。祖父张原明，左布政使，进光禄寺卿。父张立（？-1556年），歲贡生。母雷氏（1501年-1572年），雷啟東長女，累封太恭人。慈侍下。弟张卣、张占、张卨。